# Walpurga Hausmännin
Walpurga Hausmännin (¿? -Dillingen, 20 de septiembre,1587) fue una partera alemana ejecutada por brujería,  vampirismo y asesinato de niños. La confesión que hizo bajo tortura ejemplifica la relación entre bruja y diablo que luego se utilizó comúnmente en varios juicios de brujas.

## Contexto
Hausmännin, una viuda anciana, había trabajado como partera autorizada en la ciudad de Dillingen durante 19 años cuando fue arrestada y acusada de brujería. Durante la tortura, hizo una larga serie de confesiones. En 1556, cuando ella, recién viuda, había trabajado en el campo, había acordado encontrarse con un compañero de trabajo para tener sexo en su cabaña en la noche. Pero fue un demonio vestido con sus ropas con quien tuvo relaciones sexuales. La noche siguiente él regresó y prometió salvarla de la pobreza.
Durante su confesión, declaró que había conjurado a Satanás y lo había escrito en un contrato. El demonio, llamado Federlin, la había llevado ante el verdadero Diablo y había confirmado su contrato, tras lo cual habían bebido vino, comido bebés asados y tenido relaciones sexuales. Después, Federlin le había dado un ungüento que ella había usado para dañar a las personas, a los niños y a las cosechas. Desde entonces, ella había visitado a menudo al Diablo y su amante demonio a menudo la visitaba y tenía relaciones sexuales con ella, incluso en las calles por la noche y en la prisión. Él se marchaba cada vez que ella decía el Nombre de Jesús, lo que también tuvo en común con Johannes Junius.
Confesó haber asesinado a cuarenta niños durante su trabajo como partera antes de que fueran bautizados, mediante el método de aplicar un ungüento especial o haciendo presión en sus frentes, y haber chupado su sangre como un vampiro.
Tanto las autoridades locales —la Iglesia bajo el obispo de Augsburgo— como la corte imperial la condenaron a muerte. Su propiedad fue confiscada. La llevaron a través de la ciudad y la detuvieron cinco veces antes de llegar al lugar de la ejecución. En cada parada fue torturada. Fue quemada viva en la hoguera. Tras ser quemada, sus cenizas fueron recogidas y arrojadas a un río cercano.